# Mario Pagotto
Mario Pagotto (Fontanafredda, 14 dicembre 1911 – Bologna, agosto 1992) è stato un calciatore e allenatore di calcio italiano, di ruolo terzino.

## Carriera

### Calciatore
Terzino metodista, giunto ad alti livelli solamente a 25 anni, per oltre un decennio è una colonna della difesa del Bologna a lungo dominatore del campionato italiano, componendo con Secondo Ricci una celebre ed efficace coppia difensiva. Con i felsinei conquista tre scudetti, oltre al Torneo Internazionale dell'Expo Universale di Parigi 1937 e alla Coppa Alta Italia del 1946. A lungo prigioniero di guerra, subisce pertanto sulla propria carriera più degli altri gli effetti della seconda guerra mondiale. Riprende tuttavia l'attività nella stagione 1945-46, per poi disputare altre due stagioni in rossoblu, seppur da rincalzo.
In carriera ha totalizzato complessivamente con la maglia del Bologna 245 presenze (212 in Serie A, 15 in Coppa Italia, 13 in Coppa Alta Italia, 4 nella Coppa dell'Europa Centrale 1939, 1 nel Torneo Internazionale dell'Expo Universale di Parigi 1937), senza mai andare a segno.
Ha collezionato una presenza in Nazionale, in occasione della vittoria interna (2-1) contro la Romania del 14 aprile 1940 a Roma.

### Allenatore
Allenò il Sansepolcro nel 1956-1957, in IV Serie.

## Statistiche

### Cronologia presenze e reti in Nazionale
| Cronologia completa delle presenze e delle reti in nazionale ― Italia | Cronologia completa delle presenze e delle reti in nazionale ― Italia | Cronologia completa delle presenze e delle reti in nazionale ― Italia | Cronologia completa delle presenze e delle reti in nazionale ― Italia | Cronologia completa delle presenze e delle reti in nazionale ― Italia | Cronologia completa delle presenze e delle reti in nazionale ― Italia | Cronologia completa delle presenze e delle reti in nazionale ― Italia | Cronologia completa delle presenze e delle reti in nazionale ― Italia |
| Data                                                                  | Città                                                                 | In casa                                                               | Risultato                                                             | Ospiti                                                                | Competizione                                                          | Reti                                                                  | Note                                                                  |
| --------------------------------------------------------------------- | --------------------------------------------------------------------- | --------------------------------------------------------------------- | --------------------------------------------------------------------- | --------------------------------------------------------------------- | --------------------------------------------------------------------- | --------------------------------------------------------------------- | --------------------------------------------------------------------- |
| 14/04/1940                                                            | Roma                                                                  | Italia                                                                | 2 – 1                                                                 | Romania                                                               | Amichevole                                                            | -                                                                     |                                                                       |
| Totale                                                                |                                                                       | Presenze                                                              | 1                                                                     |                                                                       | Reti                                                                  | 0                                                                     |                                                                       |

## Palmarès

### Club

#### Competizioni nazionali
- Campionato italiano: 3

Bologna: 1936-1937, 1938-1939, 1940-1941
- Coppa Alta Italia: 1

Bologna: 1946

#### Competizioni internazionali
- Torneo Internazionale dell'Expo Universale di Parigi 1937: 1

Bologna: 1937